# استوارت دنجرفیلد
استوارت دنجرفیلد (انگلیسی: Stuart Dangerfield؛ زادهٔ ۱۷ سپتامبر ۱۹۷۱) دوچرخه‌سوار اهل بریتانیا است. وی در بازی‌های المپیک تابستانی ۲۰۰۴  شرکت کرده است.